# جورج وير (عالم نبات)
جورج وير (بالإنجليزية: George Ware)‏ هو عالم نبات أمريكي، ولد في 1924، وتوفي في 2010 في شيكاغو في الولايات المتحدة.